# Quarsita (roca sedimentària)
|  | Aquest article tracta sobre la roca sedimentària. Si cerqueu la roca metamòrfica, vegeu «quarsita». |

La quarsita o ortoquarsita és el nom que rep qualsevol gres quarsífer o arenita quarsífera en què més del 95% dels grans de la roca són de quars. Aquestes roques solen ser molt compactes, diagenitzades i de gran duresa. També solen tenir ciment quarsític. Es trenca indiferentment a través dels grans, a diferència del que passa en els gresos comuns, que es trenquen pels contactes.
En les quarsites els grans solen estar ben seleccionats i arrodonits, així com ben cimentats (per això no es trenquen pels contactes). El ciment sol presentar continuïtat òptica amb els grans si s'observen amb microscopi. La roca pot presentar alguns minerals densos en poques quantitats com ara zircons, turmalina i magnetita. La roca es caracteritza per l'absència de fòssils i per la prominència dels cross beds (estratificació creuada) i ripples (ondulacions típiques en deserts, platges o dunes en general). Normalment es genera a partir de dipòsits prims però extensos associats a grans inconformitats, i representa una meteorització química intensa dels minerals del dipòsit (exceptuant el quars), així com un transport i un efecte de rentada de la roca (s'eliminen els minerals tous i alterables i resta només el quars i altres minerals durs com els citats anteriorment). La sorra pot presentar diferents rentats i cicles de sedimentació abans de l'acumulació final (la que arriba fins als nostres dies).